# کوسه دندان‌نیزه‌ای
کوسه دندان‌نیزه‌ای (نام علمی: Glyphis glyphis) نام یک گونه از تیره کوسه‌ماهیان درنده است.